# Claudinho & Buchecha
Claudinho & Buchecha foi uma dupla de funk brasileira formada pelos cantores Cláudio Rodrigues de Mattos, mais conhecido pelo apelido Claudinho, e Claucirlei Jovêncio de Sousa, conhecido pelo pseudônimo Buchecha.
Cláudio e Claucirlei, amigos de infância oriundos do município de São Gonçalo, deram início à dupla em 1992 ao vencerem um concurso regional. Lançaram cinco álbuns de estúdio e um álbum ao vivo. O reconhecimento se deu em 1996 por meio da canção "Conquista". 
Claudinho & Buchecha foram premiados pela ABPD com dois Disco de Platina Triplo pelos álbuns Claudinho & Buchecha e A Forma, e também com disco de Platina Duplo pelo álbum Só Love, lançado em 1998.

## História

### 1992–95: Início
De origem humilde, eram amigos de infância na cidade de São Gonçalo, e se consideravam irmãos. Participavam de bailes funk e venceram um concurso de rap no bairro em que moravam. Em 1992, quando Claudinho convenceu Buchecha a participar de um concurso de rap no Clube Mauá em São Gonçalo. Os dois ganharam o concurso, com o "Rap da Bandeira Branca" mas pararam por aí e três anos depois, ainda por insistência de Claudinho, a dupla participou e venceu mais um festival, dessa vez a música foi o "Rap do Salgueiro", que virou febre nas rádios e bailes cariocas. Tiveram uma carreira batalhada mas o sucesso deles foi inevitável e hoje em dia são considerados por muita gente os reis do funk melody. As músicas eram compostas na maioria por Buchecha, mas Claudinho também compunha. Bastava aparecer uma inspiração, que eles se trancavam no quarto e a música surgia. As coreografias eram criadas pelos dois. Tinham o hábito de rezar antes de entrar no palco e após os shows atendiam carinhosamente o público, dando autógrafos e tirando fotos. Para eles o que não podia faltar em cada show era calor humano. Com o sucesso, saíram de São Gonçalo e vieram morar na Ilha do Governador, de onde não saíram.
No ritmo de um disco por ano, a dupla Claudinho e Buchecha, ganhou fama nacional em 1996 com a música "Conquista" ("Sabe / tchu ru ru / estou louco pra te ver / oh yes") que passou a ser fixa em todos os shows, e em 1997 com "Quero Te Encontrar". Eles driblaram as armadilhas do sucesso rápido e se firmaram como cantores pop, acumulando sucessos do calibre de "Nosso Sonho", "Xereta" e "Só Love". Claudinho conta que no início da carreira eles tinham ritmo mas não tinham afinação: "Aprendemos a ter noção de palco e campo harmônico tocando em banda". O sucesso foi tanto que a dupla não parou mais. Considerada os cantores de maior sucesso na história do funk melody, em 1996, o primeiro disco que levava o nome da dupla que vendeu mais de 1,2 milhões de cópias. E com esse sucesso a dupla viajou para o Japão, Portugal, Argentina, Estados Unidos, entre outros. A dupla foi mania nacional, os sucessos "Conquista" e "Nosso Sonho" arrebataram o país junto com suas coreografias.

### 1996–2001: Claudinho & Buchecha,A Forma,Só LoveeDestino
No disco A Forma de 1997, Claudinho & Buchecha mostraram que ficariam marcados na história da música popular brasileira. Trazendo como carro-chefe o mega sucesso, "Quero Te Encontrar", o álbum vendeu 1 milhão e meio de cópias. Eles receberam também o prêmio de revelação no VMB da MTV Brasil, neste mesmo ano. Em 1998, veio Só Love, um outro grande sucesso da dupla. A música que dava o nome do álbum foi uma das mais tocadas naquele ano e conquistou os fãs, "Xereta" e "Enquanto eu Viver" também se eternizaram neste disco que vendeu cerca de 1 milhão de cópias. Com este álbum, as coisas mudaram um pouco. A dupla amadureceu, e era preciso que o trabalho acompanhasse tal crescimento. O tradicional DJ dos bailes deu lugar a uma banda. Em 1999, lançaram um disco ao vivo, onde relembraram os grandes sucessos da carreira e a única musica inédita do disco estourou, era "Coisa de Cinema". Mas em 2000, com o lançamento de Destino mostraram todo o processo de mudança, amadurecimento e investimento que foi feito pela dupla. Para gravar Destino, a dupla passou dois meses em estúdio o que deu mais oportunidade para que fossem trabalhados aspectos que antes deixavam um pouco a desejar. Outro destaque merecido para o disco, foi quando começaram a dar um espaço para algumas músicas que contestavam certos pontos da sociedade. "Feiticeira", por exemplo, fala sobre discriminação. A personagem da música é uma menina da favela, de pele cor de cera e cabelo alisado com henê. O carro-chefe do disco era a descompromissada música "Berreco" que contava a história de um homem traído pela esposa e fez relativo sucesso. A dupla também fez algumas regravações, uma em cada álbum. "Tempos Modernos" de Lulu Santos no primeiro disco, "Uma Noite E Meia" de Marina Lima no segundo, depois "Lilás", de Djavan, "Lindo Balão Azul", de Guilherme Arantes e "Carro Velho", de Ivete Sangalo no disco ao vivo. Eles mesmos também foram regravados. No mesmo ano a dupla participa do álbum Soul Tim: Duetos, onde fazem um dueto póstumo com o cantor Tim Maia (falecido em 1998) na canção Você e Eu, Eu e Você (Juntinhos), citado como uma das influências da dupla.

### 2002:Vamos Dançare morte de Claudinho
O sucesso de Claudinho & Buchecha estava garantido por muito tempo. Durante a turnê de lançamento do quinto disco da dupla, Vamos dançar, no dia 12 de julho, eles partiram para Lorena, no interior de São Paulo. Horas antes de viajar, Claudinho ligou para Buchecha e avisou que iria em seu próprio carro, não com a van da banda, como de costume. Claudinho foi vítima de um acidente de carro, na Rodovia Presidente Dutra, no dia 13 de julho de 2002. O carro em que Claudinho e um empresário estavam, saiu da pista e bateu fortemente em uma árvore. Claudinho, que estava no banco de carona, morreu na hora. Após a morte do parceiro, Buchecha declarou em algumas entrevistas que chegou a ficar com depressão por três anos. Mas contou com a ajuda de amigos e da esposa Rosana Souza, encontrou forças para cantar novamente. A música "Fico Assim Sem Você", composta pelo cantor Abdullah e famosa na versão de Adriana Calcanhotto, entrou para o quinto disco e ganhou sucesso pelo verso profético “Amor sem beijinho, Buchecha sem Claudinho, sou eu assim sem você”.

## Legado
Uma das primeiras ações comerciais envolvendo músicas da dupla foi em um comercial da Nike de 1997, no qual Ronaldo canta a música "Nosso Sonho" a cappella e em off, enquanto imagens de partidas da Seleção Brasileira eram exibidas. No disco Acústico MTV de 2002, o Kid Abelha regravou a música "Quero Te Encontrar". Em 2004, no disco Adriana Partimpim, dedicado ao público infantil, Adriana Calcanhotto regravou a música "Fico Assim Sem Você". Já em 2007, Ivete Sangalo regravou "Nosso Sonho" e "Conquista", com a participação de Buchecha, no seu álbum Ao Vivo No Maracanã. No dia 26 de novembro de 2009, a TV Globo transmitiu um documentário sobre a vida e trajetória de Claudinho, e da dupla Claudinho & Buchecha no programa Por Toda Minha Vida. O programa, que foi narrado e apresentado por Fernanda Lima, contou com depoimentos de familiares, amigos e profissionais que seguiram a carreira da dupla como: DJ Marlboro, Xuxa, Lulu Santos, Angélica, Vanessa Alves (viúva de Claudinho), Leonina Isidoro (mãe de Claudinho) e o amigo Buchecha. Alex Gomes interpretou Claudinho e Adriano de Jesus interpretou Buchecha. O programa relembrou bons momentos, inclusive com participações ilustres, como Romário e Edmundo no programa da Xuxa. O programa foi reexibido pela TV Globo no dia 12 de março de 2010.

### Cinebiografia
A produção da cinebiografia foi anunciada em 2019, por meio de uma publicação de Buchecha nas redes sociais. Em 2021, foi anunciado que o filme biográfico retratando a trajetória da dupla estava em produção pela Urca Filmes e com distribuição da Manequim Filmes, com o ator Lucas Penteado cotado para interpretar um dos protagonistas. O filme, intitulado Nosso Sonho, é protagonizado pelos atores Lucas Penteado e Juan Paiva.
As gravações do filme duraram seis semanas, se iniciando em maio de 2022, no Rio de Janeiro, e terminando em julho do mesmo ano. A produção foi dirigida por Eduardo Albergaria, produzida por Leonardo Edde, e o próprio Buchecha colaborou intensamente com o argumento do roteiro, desenvolvido por Fernando Velasco. O longa estreou em 21 de setembro de 2023.
A cinebiografia foi uma produção Urca Filmes, em coprodução com a Riofilme, Telecine e Warner Bros. Distributing.

## Discografia

### Álbuns de estúdio
| Álbum                | Detalhes                                                                                           | Vendas         | Certificações     |
| -------------------- | -------------------------------------------------------------------------------------------------- | -------------- | ----------------- |
| Claudinho & Buchecha | - Lançamento: 30 de setembro de 1996 - Formatos: CD, download digital - Gravadora: Universal Music | - : 1.200.000  | - PMB: 3× Platina |
| A Forma              | - Lançamento: 16 de junho de 1997 - Formatos: CD, download digital - Gravadora: Universal Music    | - : 1.200.000  | - PMB: 3× Platina |
| Só Love              | - Lançamento: 13 de abril de 1998 - Formatos: CD, download digital - Gravadora: Universal Music    | - : +1.000.000 | - PMB: 2× Platina |
| Destino              | - Lançamento: 14 de novembro de 2000 - Formatos: CD, download digital - Gravadora: Universal Music |                |                   |
| Vamos Dançar         | - Lançamento: 1 de abril de 2002 - Formatos: CD, download digital - Gravadora: Universal Music     |                |                   |

### Álbuns ao vivo
| Álbum   | Detalhes                                                                                            | Vendas      | Certificações |
| ------- | --------------------------------------------------------------------------------------------------- | ----------- | ------------- |
| Ao Vivo | - Lançamento: 25 de fevereiro de 1999 - Formatos: CD, download digital - Gravadora: Universal Music | - : 100 000 | - PMB: Ouro   |

### Álbuns de compilação
| Álbum           | Detalhes                                                                                           |
| --------------- | -------------------------------------------------------------------------------------------------- |
| Millennium      | - Lançamento: 13 de outubro de 1998 - Formatos: CD, download digital - Gravadora: Universal Music  |
| Gold            | - Lançamento: 25 de novembro de 2002 - Formatos: CD, download digital - Gravadora: Universal Music |
| Novo Millennium | - Lançamento: 5 de outubro de 2005 - Formatos: CD, download digital - Gravadora: Universal Music   |

### Singles
| Canção                       | Ano  | Álbum                |
| ---------------------------- | ---- | -------------------- |
| "Rap do Salgueiro"           | 1996 | Claudinho & Buchecha |
| "Conquista"                  | 1996 | Claudinho & Buchecha |
| "Nosso Sonho"                | 1997 | Claudinho & Buchecha |
| "Tempos Modernos"            | 1997 | Claudinho & Buchecha |
| "Chance"                     | 1997 | A Forma              |
| "Quero Te Encontrar"         | 1997 | A Forma              |
| "Meu Compromisso"            | 1998 | A Forma              |
| "Só Love"                    | 1998 | Só Love              |
| "Enquanto Eu Viver"          | 1998 | Só Love              |
| "Xereta"                     | 1999 | Só Love              |
| "Coisa de Cinema"            | 1999 | Ao Vivo              |
| "Berreco"                    | 2000 | Destino              |
| "Males"                      | 2001 | Destino              |
| "Gostosa (Melô do Piscinão)" | 2002 | Vamos Dançar         |
| "Fico Assim Sem Você"        | 2002 | Vamos Dançar         |